# فوينتي-أولميدو
فوينتي-أولميدو (بالإسبانية: Fuente-Olmedo)‏ هي بلدية تقع في مقاطعة بلد الوليد، قشتالة وليون، إسبانيا. اعتبارا من عام 2010 (المعهد الوطني للإحصائيات) يبلغ عدد سكان البلدية 45 نسمة.